# Vought FU
Vought FU – dwupłatowy myśliwiec zbudowany dla United States Navy pod koniec lat dwudziestych XX wieku.

## Konstrukcja i rozwój
Zadowolona z samolotu Vought VE-7 marynarka zaproponowała firmie kontrakt na 20 myśliwców lądowo-morskich opiewający na 459 709 dolarów. Vought miał już jeden samolot, obserwacyjny UO-1, który był tak naprawdę VE z bardziej opływowym kadłubem i silnikiem gwiazdowym Wright J-3. Przerobiono go na myśliwiec poprzez zakrycie przedniej kabiny, dodanie w tamtym miejscu karabinów maszynowych i wymianę silnika na Wright R-790 Whirlwind ze sprężarką o mocy 220 KM. Dzięki sprężarce nowy FU-1 był w stanie osiągać prędkość 236,5 km/h na wysokości 13 000 stóp. 
Samoloty FU-1 przekazano do VF-2B stacjonującego w San Diego. Z zamontowanymi płetwami samoloty zostały przydzielone po jednym do każdego z pancerników Floty Pacyfiku, z których startowały za pomocą katapult. Służyły w ten sposób przez 8 miesięcy, ale kiedy eskadra rozpoczęła operować z lotniskowców, okazało się, że widoczność z tylnej kabiny podczas manewrowania na pokładzie jest mocno ograniczona. W odpowiedzi ponownie odkryto przednią kabinę, a samolot nazwano FU-2.
Jednak FU-2 były przestarzałe już w momencie ich powstania i służyły głównie jako samoloty treningowe i pomocnicze.

## Użytkownicy
Stany Zjednoczone
- United States Navy

 Peru
- Peruwiańskie Siły Powietrzne - dwa samoloty
- Peruwiańska Marynarka Wojenna - dwa samoloty